# Echinogorgia rebekka
Echinogorgia rebekka är en korallart som beskrevs av Manfred Grasshoff 2000. Echinogorgia rebekka ingår i släktet Echinogorgia och familjen Plexauridae.
Artens utbredningsområde är Röda havet. Inga underarter finns listade i Catalogue of Life.